# 1186
1186 (MCLXXXVI) fue un año común comenzado en miércoles del calendario juliano.

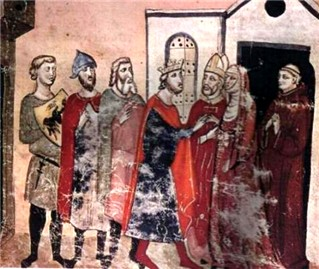
Boda entre Constanza I de Sicilia y Enrique VI de Alemania.

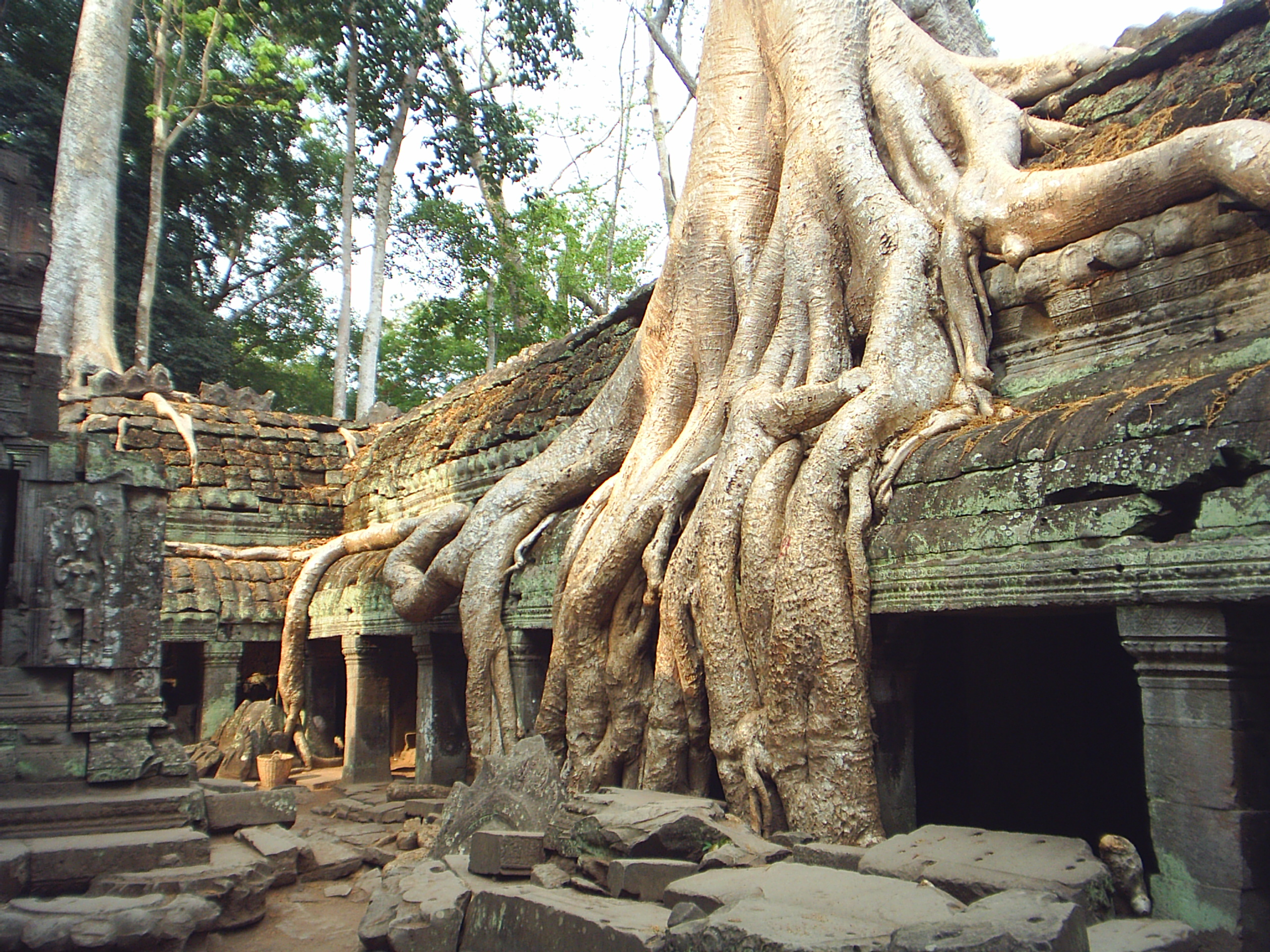
Templo de Ta Prohm, en Camboya.

## Acontecimientos
- Concesión del Fuero de Plasencia.
- Crónicas navarras, testimonio más antiguo de la prosa en lengua romance en la península ibérica.
- Constanza I de Sicilia contrae matrimonio con Enrique VI del Sacro Imperio Romano Germánico.
- El Imperio bizantino reconoce la independencia de Serbia y de Bulgaria.
- Yaia-Varman VII, rey de Camboya, funda el templo de Ta Prohm.
- Reinaldo de Châtillon ataca una caravana de mercaderes y peregrinos musulmanes que se dirigían hacia La Meca durante la Segunda Cruzada, rompiendo la tregua con Saladino.
- En Inglaterra, el cardenal inglés Juan de Toledo (f. 1275) predice el fin del mundo para este año, basado en la alineación de varios planetas.
- El 19 de diciembre, el rey Alfonso VIII otorga las villas de Villasila y Villamelendro a Pedro Rodríguez de Castro en un diploma firmado en Arévalo.

## Nacimientos
- Sancho Fernández de León, infante de León (f. 1220).
- Konstantín de Vladímir, príncipe de Nóvgorod (f. 1218).
- Urraca de Borgoña, reina de Portugal (f. 1220).
- Ogodei, tercer hijo de Genghis Khan y segundo Gran Kan del Imperio Mongol (f. 1241).

## Fallecimientos
- Balduino V, rey de Jerusalén (n. 1177).
- Godofredo II de Bretaña, duque de Bretaña (n. 1158).
- Guillermo de Tiro, arzobispo de Tiro (n. 1130).
- Minamoto no Yukiie, militar japonés (n. 1145).